# Distrito de Szigetszentmiklós
El distrito de Szigetszentmiklós (húngaro: Szigetszentmiklósi járás) es un distrito húngaro perteneciente al condado de Pest. Parte del distrito forma parte del área metropolitana de Budapest.
En 2013 tiene 110 033 habitantes. Su capital es Szigetszentmiklós.

## Municipios
El distrito tiene 6 ciudades (en negrita), un pueblo mayor (en cursiva) y 2 pueblos (población a 1 de enero de 2013):
- Délegyháza (3559)
- Dunaharaszti (20 396)
- Dunavarsány (7416)
- Halásztelek (9183)
- Majosháza (1519)
- Szigethalom (17 035)
- Szigetszentmiklós (34 714) – la capital
- Taksony (6105)
- Tököl (10 106)